# Llista de bisbes d'Elna-Perpinyà
Llista dels bisbes de la diòcesi de Perpinyà-Elna. Des de la seva fundació en el segle vi fins al 1601, la seu del bisbat estigué a Elna, raó per la qual era anomenat bisbat d'Elna; posteriorment, el trasllat de la seu episcopal a la capital de Rosselló en feu canviar el nom.

## Llista de bisbes
- 571-586 segle VI Domne, primer bisbe conegut
- 589 Benenat
- 633-638 Actaul
- 656 Vitaric
- 683 Clar
- invasió àrab
- 783-825 Venedari (o Weneduri)
- (825) Ramne (o Ramnó, també atribuït al 836)
- 832-835? 840? Salomó
- 860-885 Odesind
- 885-915 Riculf
- 915-922 Elmerad d'Empúries-Rosselló[2]
- 922-946 Guadall d'Empúries-Rosselló
- 947-960 Riculf II[3]
- 968-977 Sunyer d'Empúries[nt 1][3]
- 979-991 Hildesind[3]
- 993-1003 Berenguer d'Elna[nt 2][3]
- 1003-1007 Frèdol d'Andusa
- 1009-1013 Oliba de Besora
- 1014-1027 Berenguer III de Sendred de Gurb[4]
- 1031 Sunyer
- 1031-1053 Berenguer de Cerdanya[4]
- 1054-1061 Artau[5]
- 1064-1087 Ramon d'Empúries[5][6]
- 1087-1096 Artal
- 1097-1109 Ermengol[7]
- (1110, 1116) Artal II (?)
- 1113-1129 Pere Bernat[7][8]
- 1130-1147 Udalgar de Castellnou[8]
- 1148-1170 Artau[9]
- 1172-1186 Guillem Jordà
- 1187-1197 Guillem de Ceret
- 1200-1201 Artau
- 1202-1209 Guillem d'Hortafà
- 1212-1216 Ramon de Vilallonga
- 1217-1221 Gualter
- 1223-1224 Arnau de Serrallonga
- 1225-1229 Ramon
- 1230-1258 Bernat de Berga
- 1258-1280 Berenguer de Cantallops
- 1280-1281 Bernat de Sala
- 1282-1289 Berenguer de Santa Fe
- 1289-1310 Ramon de Costa
- 1311-1312 Ramon
- 1313-1317 Guilhem de Castilhon
- 1317-1320 Berenguer d'Argelaguers
- 1320-1332 Berenguer Batlle
- 1332-1342 Guiu de Terrena
- 1342-1346 Pere Seguer
- 1342-1346 Hug de Fenollet[nt 3]
- 1348-1350 Bernat Forner
- 1350-1351 Esteve Malet
- 1352-1354 Francesc de Montoliu
- 1354-1357 Joan Jofre
- 1357-1361 Ramon de Salgues, futur arquebisbe d'Embrun
- 1361-1371 Pere de Planella
- 1371-1377 Pere Cima
- 1377-1380 Ramon d'Escales
- 1387-1408 Bartomeu Peiró
- 1408 Ramon Descatllar
- 1408-1409 Francesc Eiximenis
- 1409-1410 Alfons de Tous
- 1410-1425 Jerónimo de Ocón
- 1425-1430 Joan de Casanova
  - 1430-1431 Joan de Casanova, administrador apostòlic
- 1431-1453 Galceran Albert
- 1453-1462 Joan Margarit i Pau
- 1462-1467 Antoni de Cardona i de Pallars
- 1467-1470 Joan Pintor
- 1470-1475 Charles de Saint-Gelais[10]
- 1475-1494 Charles de Martigny
  - 1494-1495 Ascani Maria Sforza, administrador apostòlic
  - 1495-1499 Cèsar Borja, administrador apostòlic
- 1499-1506 Francesc Galceran de Lloris i de Borja
  - 1506-1513 Jaume Serra i Cau, administrador apostòlic
- 1513-1515 Juan Castellanos de Villalba
- 1515-1521 Bernardo de Mesa
- 1524-1529 Wilhelm Vandenesse
- 1529-1530 Fernando de Valdés y Salas
  - 1530-1532 Girolamo Doria, administrador apostòlic
- 1534-1537 Jaume de Rich (o Jaume Ric)
- 1537-1542 Jeroni de Requesens i Roís de Liori
- 1542-1543 Ferran de Lloaces i Peres
- 1543-1545 Pere Agustí i Albanell
- 1545-1552 Miquel Puig
- 1555-1558 Rafael Obac (o Ubac)
- 1558-1567 Lope Martínez de Lagunilla
- 1569-1578 Pere Màrtir Coma
- 1579-1586 Joan Terès i Borrull
- 1586-1588 Pere Benet de Santa Maria[nt 4]
- 1588 Agustí Gallart i Traginer (no prengué possessió)
- 1588 Lluís Sanç i Manegat
- 1589-1598 Francesc Robuster i Sala
- 1599-1608 Onofre de Reart
- 1609-1612 Antoni Gallart i Traginer
- 1613-1616 Francisco de Vera-Villavicencio
- 1617 Frederic Cornet
- 1617-1618 Ramon d'Ivorra
- 1618-1620 Rafael de Rifós
- 1621-1622 Francesc de Sentjust i de Castre
- 1622-1627 Pere de Magarola i Fontanet
- 1627-1629 Francisco López de Mendoza
- 1630-1633 Gregorio Parcero
- 1636-1637 Gaspar Prieto Orduña
- 1638-1643 Francesc Pérez-Roy
- 1643 Josep del Viver
- 1643-1668 Seu vacant
- 1668-1672 Vicenç de Margarit i de Biure
- 1673-1675 Joan Lluís de Bruelh i Maritan
- 1675-1680 Jean-Baptiste d'Estampes
- 1680-1695 Louis Habert de Montmort
- 1695-1721 Jean-Hervé Bazan de Flamanville[nt 5]
- 1721-1722 Antoine-Jérôme Boyvin de Vaurou (renuncià abans de ser consagrat)
- 1722-1726 seu vacant (el vicari capitular Josep Coma passà a regir la diòcesi a la mort del bisbe De Flamenville, fins que la mort també se l'emportà a ell el 1723)
- 1726-1743 Jean de Gramond de Lanta[nt 6]
- 1743-1783 Charles de Gouy d'Havrincourt[nt 7]
- 1783-1788 Jean-Gabriel d'Agay
- 1788-1801 Antoine-Felix de Leyris d'Esponchez
  - 1791-1793 Gabriel Deville, bisbe constitucional
  - 1798-1801 Dominique-Paul Villa, bisbe constitucional
- 1801 es suprimí el bisbat i s'annexà al bisbat de Carcassona; fou restaurat el 1817
- 1822-1853 Jean-François de Saunhac-Belcastel, Jean X
- 1853-1864 Philippe Gerbet
- 1864-1876 Étienne-Émile Ramadié
- 1876-1877 Frédéric Saivet
- 1877-1885 Émile Caraguel
- 1886-1899 Noël Gaussail
- 1899-1932 Juli-Maria Carsalade du Pont
  - 1925-1932 Pere Patau, bisbe in partibus de Torona
- 1933-1959 Henri-Marius Bernard
- 1960-1971 Joël Bellec
- 1972-1981 Henry L'Heureux
- 1982-1996 Jean Chabbert, arquebisbe a títol personal
- 1996-2002 André Fort
- 2004-2014 André Marceau
- 2014- Norbert Turini[12]